# Pipe Thruster

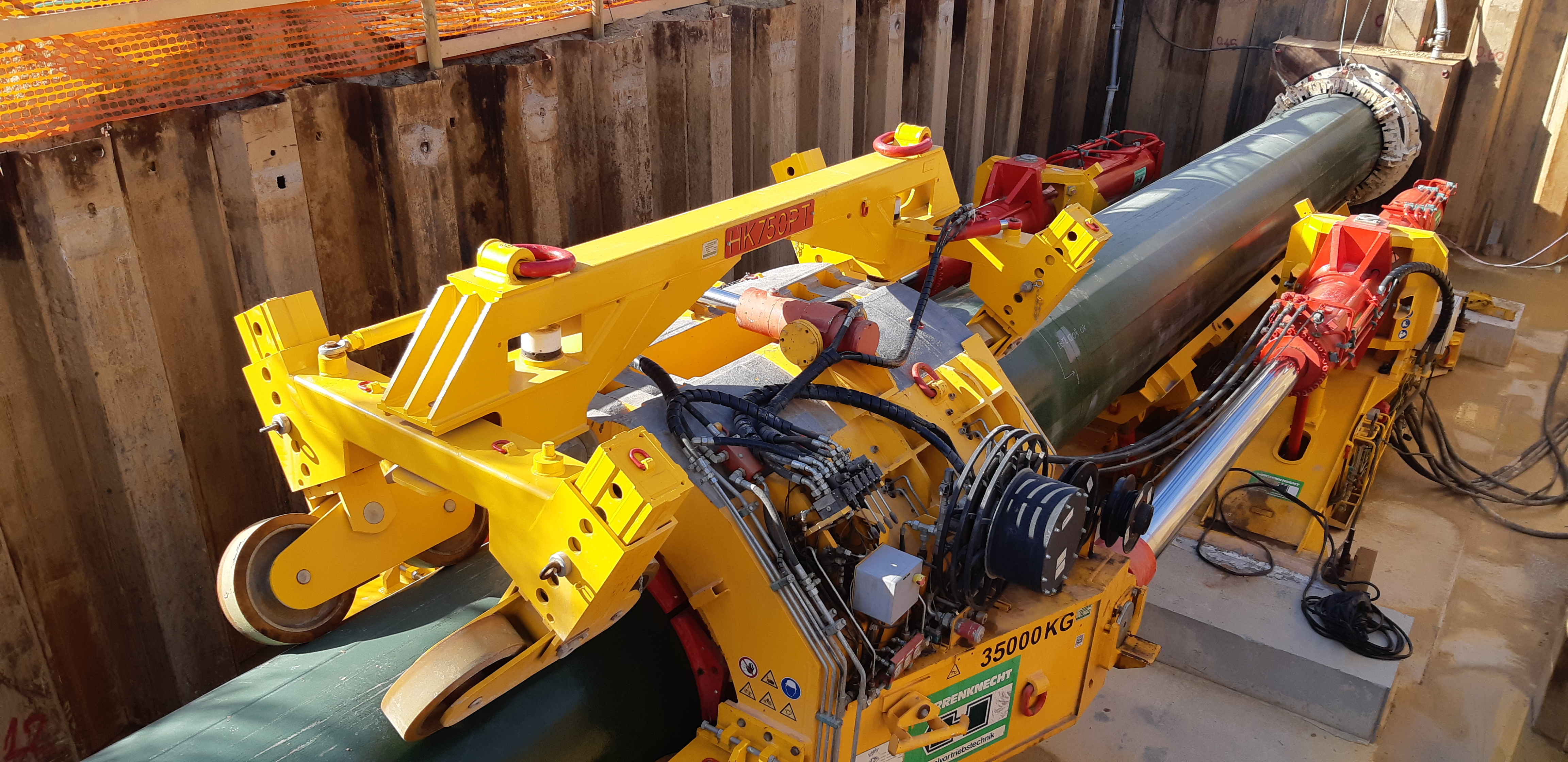
Pipe Thruster, con martinetti in fase di chiusura al fine di completare la spinta

Il Pipe Thruster (PT) è una speciale unità che consente la spinta nel sottosuolo di tubazioni in acciaio. Viene utilizzata nelle tecnologie no dig per la posa di tubazioni  senza la necessità di realizzare scavi a cielo aperto, tra cui il direct pipe (DP)  e la perforazione orizzontale controllata.
Il pipe thruster (PT) è stato studiato, all’inizio degli anni 2000, come struttura ausiliaria di spinta da impiegare negli attraversamenti da realizzare con la perforazione orizzontale controllata, in presenza di condotte da posare di grande diametro (fino a DN 1.400 (56”) e per lunghezze molto importanti (anche superiori ai 2.000 metri.
Successivamente il Pipe Thruster ha trovato il suo abbinamento preferenziale con la nascita nel 2006 della tecnologia del Direct Pipe (il primo direct pipe realizzato è stato l'attraversamento del fiume Reno nel 2007, in Germania) dove l’avanzamento della TBM e della condotta nel sottosuolo è possibile esclusivamente con l’ausilio del pipe thruster stesso.

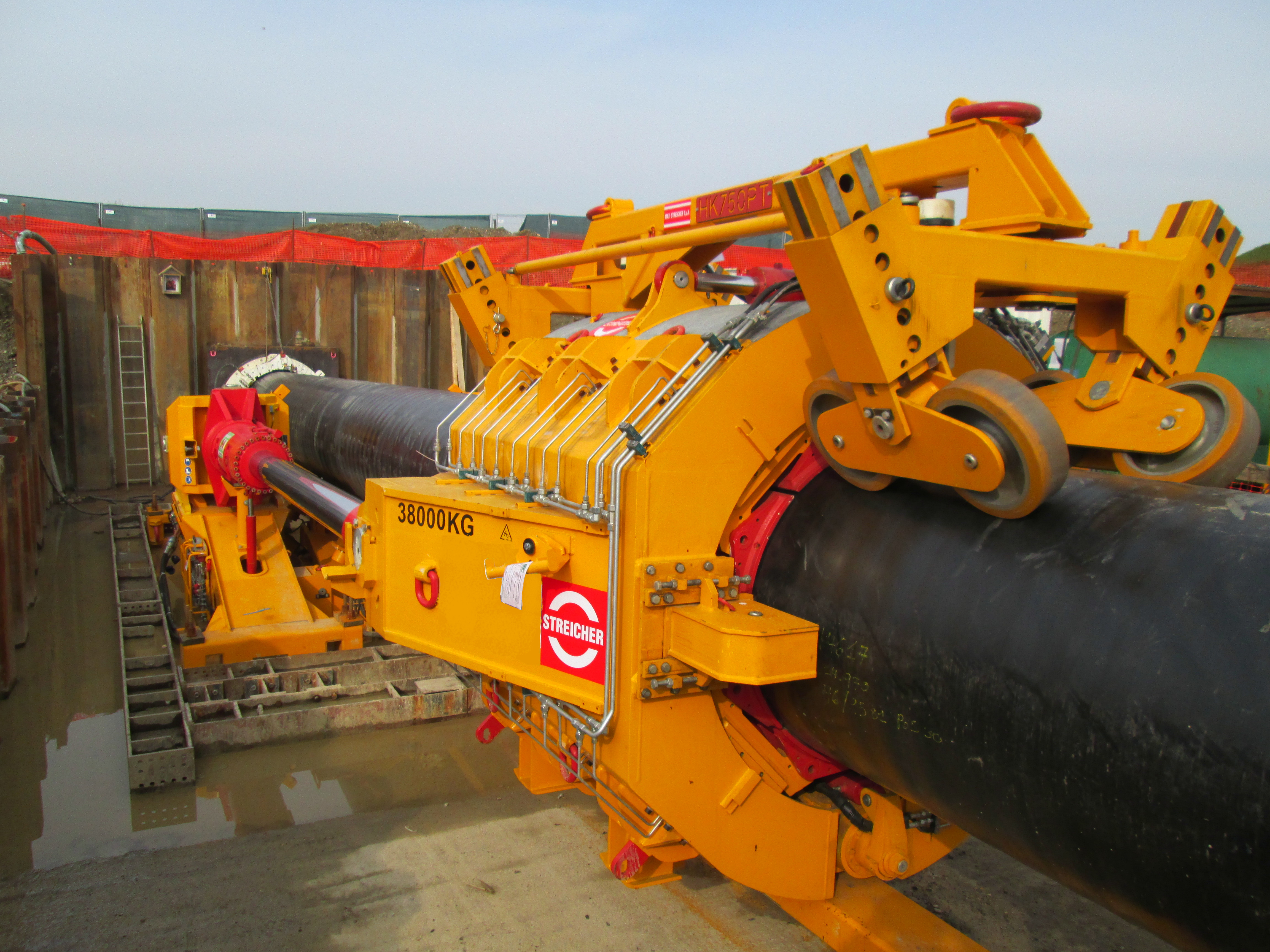
Pipe Thruster Herrenknecht in fase di spinta

Attualmente il pipe thruster viene utilizzato spesso nella tecnica denominata T.Toc (Thruster – TOC), dove il pipe thruster è in ausilio al rig di perforazione della TOC in presenza di importanti dislivelli fra il punto di inizio e fine perforazione e, per rilevanti lunghezze di posa.

## Descrizione
Il pipe thruster (PT) è costituito da tre parti principali: una struttura metallica che viene ancorata al basamento/terreno, due cilindri idraulici (martinetti) per la spinta e, una morsa anch’essa idraulica, che si serra sulla tubazione da spingere per mezzo di due clampe provviste di pattini antifrizione.
La struttura metallica è costituita da due grossi pattini per l’ancoraggio al basamento con, sulla sommità dei pattini due ancoraggi snodati (basculanti) per l’ancoraggio dei martinetti (pistoni) idraulici da utilizzare per la spinta. Lo snodo consente ai pistoni di allinearsi con l’asse di perforazione.
La struttura metallica viene ancorata al terreno tramite un basamento che, in funzione delle caratteristiche geotecniche dei terreni presenti in sito può essere realizzato mediante pali perforati o con palancole metalliche. Il basamento può essere interrato o a piano campagna in funzione del profilo di progetto dell’attraversamento da realizzare.
Due importanti pistoni idraulici garantiscono il collegamento fra la struttura metallica e la morsa idraulica; grazie allo snodo i pistoni si allineano all’asse della condotta garantendo una spinta sulla condotta stessa perfettamente uniforme. I due cilindri (pistoni) si collegano quindi alla morsa idraulica che si serra sulla condotta. Il loro dimensionamento è in funzione della potenza spinta che si deve garantire in fase operativa. Di norma per condotte DN 1200 (48”) o DN 1400 (56”) è previsto un pipe thruster da 750 t, tale capacità di spinta è suddivisa sui due pistoni idraulici. Per condotte di diametro inferiore, fino a DN 1050 (42”) è previsto un pipe thruster da 500 t, tale capacità di spinta è suddivisa sui due pistoni idraulici. La corsa dei pistoni, di norma, è di 5.000 mm con una lunghezza utile di traslazione di 4.800 mm.
La morsa idraulica, tramite le due clampe si serra sulla condotta in modo da poterla spingere per attrito, grazie alla presenza sulle clampe stesse di una fitta serie di pattini antifrizione. La morsa è dimensionata al fine di serrare la condotta senza danneggiare né la condotta stessa né il suo rivestimento. I pistoni idraulici sono ai due lati della morsa che, mediante un perno, consente l’allineamento dei pistoni con l’asse di varo (spinta) della condotta da posare. Attrezzature ausiliarie consentono la traslazione su piccole ruote della morsa sulla tubazione da spingere.
Grazie alla spinta trasmessa dai due pistoni idraulici, il pipe thruster spinge la condotta (che è resa solidale alla TBM di perforazione scudata) nel sottosuolo. L’avanzamento avviene a lombrico. La morsa si serra sulla condotta con i pistoni estesi per tutta la lunghezza utile dei cilindri (tale lunghezza corrisponde all’avanzamento utile di ogni singola spinta, circa 4,8 m). Una volta completata la spinta i pistoni sono perfettamente chiusi. A questo punto si apre la morsa idraulica, facendo in modo che le clampe si allontanino dalla condotta. Vengono quindi estesi nuovamente e completamente i pistoni e successivamente serrata la morsa. Il pipe thruster è quindi pronto per una nuova spinta (corsa).
In caso di necessità il pipe thruster può operare anche a trazione (in caso di problemi e se dovesse essere necessario estrarre la condotta).
Nel caso la potenza di spinta richiesta fosse superiore a quella fornita da un pipe thruster, è possibile installarne 2 (due) in serie e farli operare in contemporanea, garantendo quindi una spinta che è la somma di quella di ogni pipe thruster.
In presenza di importanti dislivelli fra gli imbocchi e, quindi, di pendenza accentuata, è possibile utilizzare sempre 2 (due) pipe thruster posizionati in serie. In questo caso uno dei due pipe thruster garantirà la stabilità della condotta (evitandone il scivolamento verso il punto a quota inferiore) serrandosi sulla stessa durante la fase di estensione dei martinetti per la ripresa del tiro.

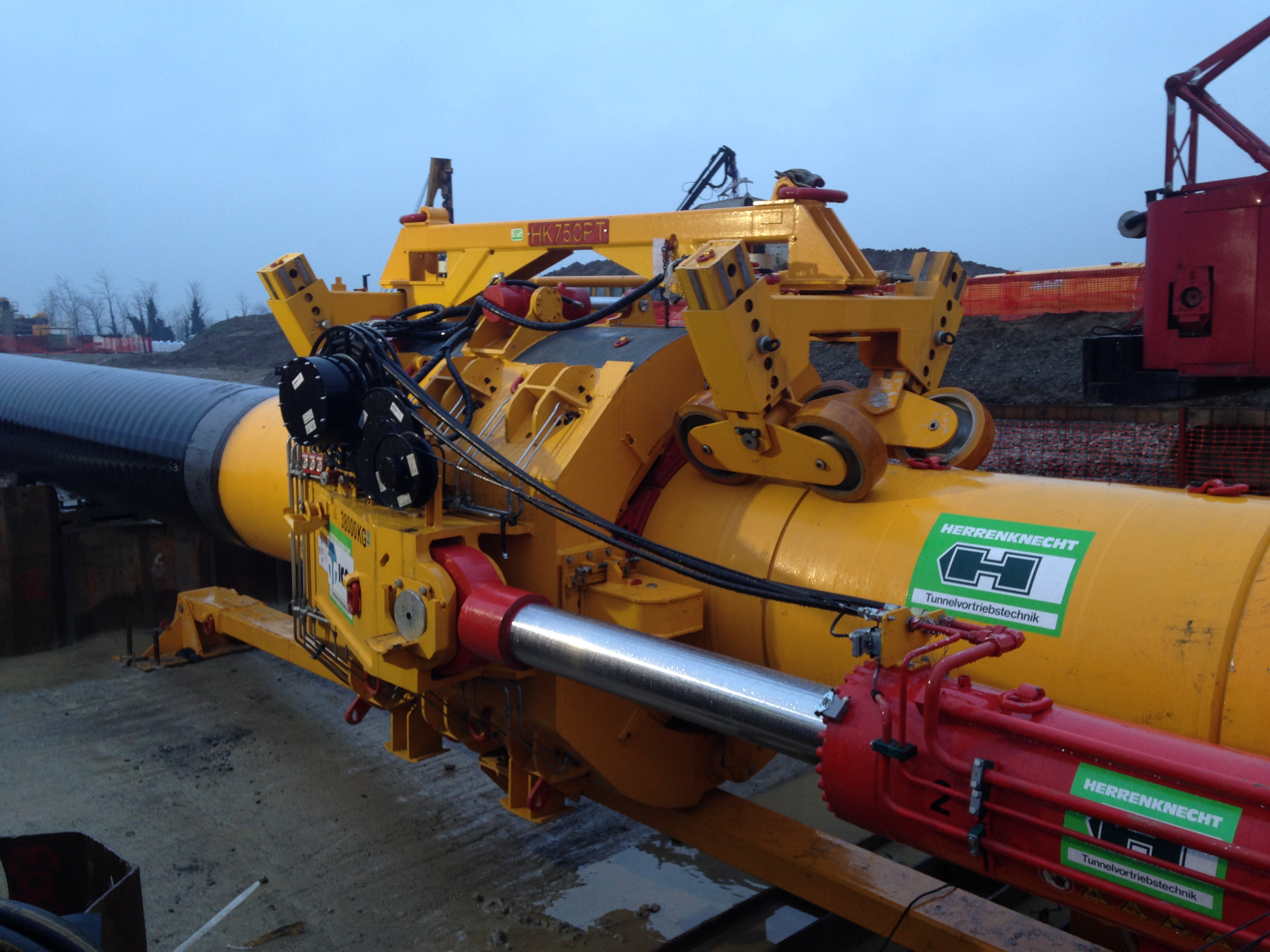
Morsa idraulica del pipe thruster serrata sulla condotta, in fase di spinta per la realizzazione di un attraversamento con direct pipe

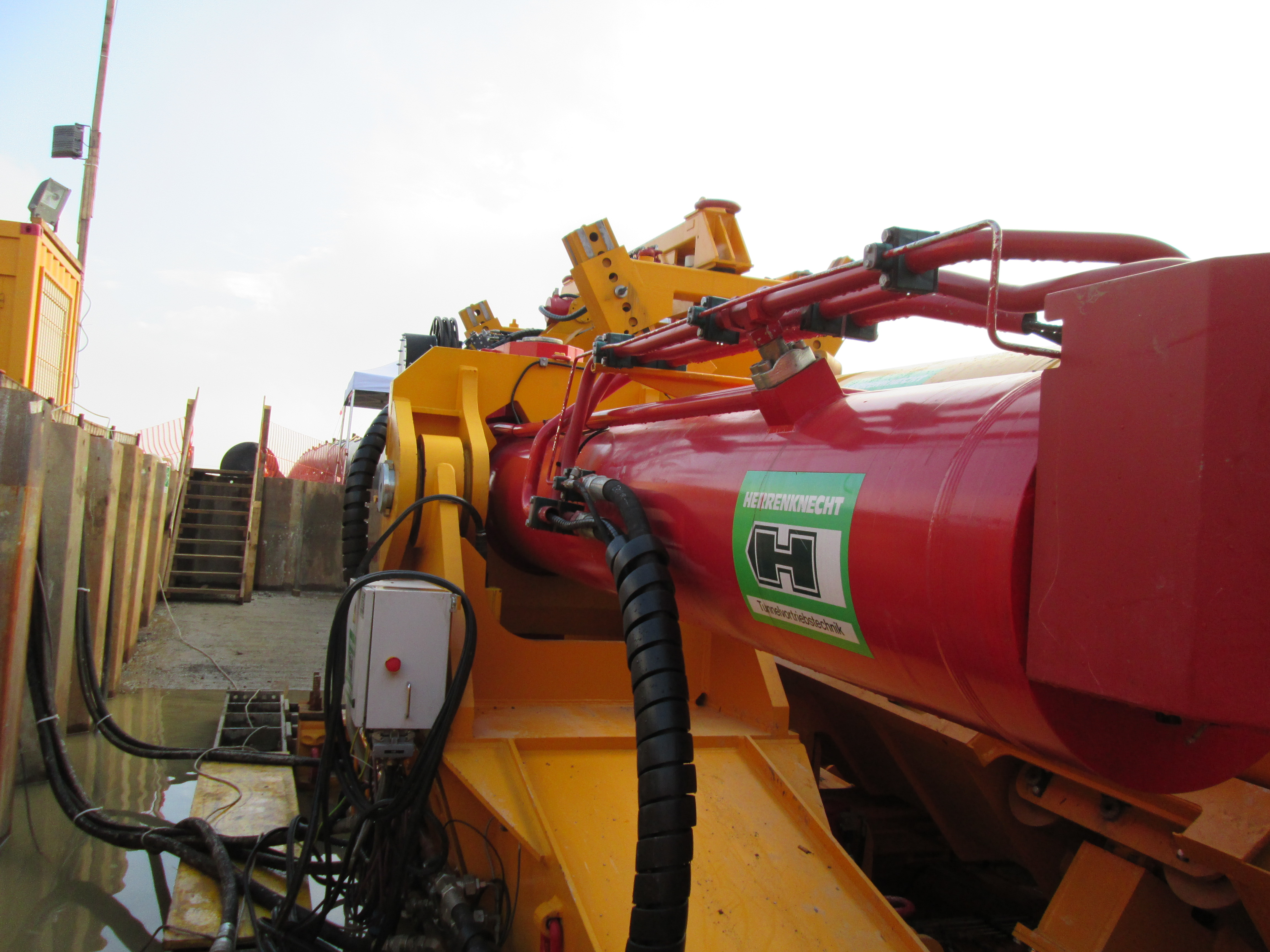
Pistoni (martinetti) idraulici del pipe thruster